# Хилл Коллинз, Патриция
Патриция Хилл Коллинз (англ. Patricia Hill Collins; род. 1 мая 1948, Филадельфия, Пенсильвания, США) — американский социолог, которая специализируется на вопросах расы, гендера, социальных слоёв и сексуальности, президент Американской социологической ассоциации в 2009 году, идеолог чёрного феминизма.

## Биография
Патриция Хилл родилась в 1948 году в Филадельфии, штат Пенсильвания. Её отец был рабочим и ветераном Второй мировой войны, а мать секретарём. Уже во время обучения в школе Хилл замечала неравное положение людей в зависимости от расы и социального слоя. В 1960-х переехала в Бостон. В 1969 году Хилл получила степень бакалавра социологии в Брандейском университете. В 1976—1980 годах была директорам Центра афроамериканцев в Университете Тафтса. В 1977 году вышла замуж за Роджера Коллинза, с которым познакомилась в университете, в 1979 году у них родилась дочь Виктория. В 1984 году получила степень доктора философии. В 1986 году опубликовала получившую широкую известность статью Learning from the Outsider Within, в которой рефлексировала о своих расе, поле и классовом положении.
В 1990 году Хилл Коллинз опубликовала свою первую книгу Black Feminist Thought: Knowledge, Consciousness, and the Politics of Empowerment. В течение 23 лет преподавала в Университете Цинциннати, с 2005 года также работала в Мэрилендском университете в Колледж-Парке. В 2008 году она была избрана президентом Американской социологической ассоциации, став первой в истории афроамериканкой в этой должности. Опубликовала ряд книг и статей. Труды учёной используются для преподавания во многих университетах. В своих работах она исследует вопросы интерсекциональности и положения женщин и афроамериканцев. Она была редактором в профессиональных журналах, читала лекции в США и в других страх и выступала в качестве консультанта для ряда коммерческих и общественных организаций. Получила ряд наград за свою деятельность.